# Porsche Lynn
Porsche Lynn (ur. 14 lutego 1962 w St. Johns) – amerykańska aktorka i reżyserka filmów pornograficznych późnych lat 80. i wczesnych 90. Swój pseudonim artystyczny przyjęła od niemieckiego przedsiębiorstwa produkującego samochody sportowe i luksusowe samochody osobowe Porsche.

## Życiorys

### Wczesne lata
Urodziła się w St. Johns w stanie Michigan. Kiedy miała sześć lat, jej matka i babcia chciały, by ojciec podpisał w końcu dokumenty rozwodowe; kiedy matka zapukała do drzwi, ojciec zastrzelił ją, a następnie popełnił samobójstwo. Spędziła pewien czas w sierocińcu, zanim została przyjęta przez ciotkę i zaadoptowana przez wujostwo. Studiowała na Michigan State University. 

### Kariera
Pracowała jako tancerka egzotyczna. W filmach dla dorosłych występowała od roku 1986 jako jeden z trzech Lynn, wraz z Ginger Lynn i Amber Lynn. Pozowała m.in. do magazynów High Society (czerwiec 1987) czy Velvet (grudzień 1988).
W latach 1986–2008 pojawiła się w ponad 393 projektach, a jej ekranowymi partnerami byli m.in.: Amber Lynn, Asia Carrera, Barbara Dare, Nina Hartley, Tracey Adams, Blake Palmer, Christoph Clark, Gabriel Pontello, Herschel Savage, Peter North, Randy Spears, Rocco Siffredi, Ron Jeremy i Tom Byron.
W latach 1989-97 zajmowała się też reżyserią.
W 1994 roku zdobyła AVN Award dla najlepszej aktorki drugoplanowej.
Wspólnie z Brianem Whitneyem i Rebeccą Lord była współautorką opowieści i książek.

### Życie prywatne
Spotykała się z A.C. Cowlingsem i Racquel Darrian. Zamieszkała w Phoenix w stanie Arizona.

## Nagrody i nominacje
| Rok  | Nagroda            | Kategoria                              | Film                                                                      | Inni wykonawcy                 | Rezultat  |
| ---- | ------------------ | -------------------------------------- | ------------------------------------------------------------------------- | ------------------------------ | --------- |
| 1987 | AVN Award          | Gwiazdka roku                          | -                                                                         | -                              | Nominacja |
| 1988 | XRCO Award         | Gwiazdka roku                          | -                                                                         | -                              | Wygrana   |
| 1994 | AVN Award          | Najlepsza aktorka drugoplanowa - wideo | Servin' It Up (1993), reż. Henri Pachard                                  | -                              | Wygrana   |
| 1995 | XRCO Award         | Najlepsza scena seksu analnego - wideo | Księżniczka Fatima w Arabian Nights (1993), reż. Jim Enright, Jace Rocker | Julian St. Jox i Sean Michaels | Wygrana   |
| 1997 | Legends of Erotica | Legenda erotyki                        | -                                                                         | -                              | Wygrana   |
| 2000 | XRCO Award         | XRCO Hall of Fame (Aleja Sław)         | -                                                                         | -                              | Wygrana   |